# Auctoritas

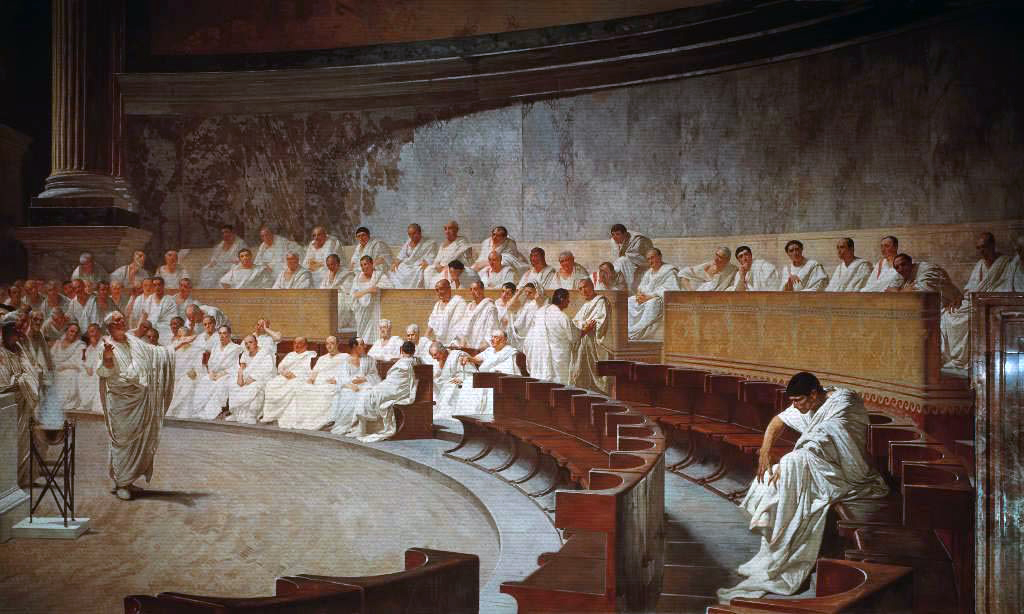
Representació d'una sessió del Senat romà: Ciceró ataca a Catilina, a partir d'un fresc del segle XIX

L'expressió Auctoritas apareix a Roma unificada a la funció tutelar. Així, el tutor posseïa la auctoritas, que permetia sumar la voluntat del pupil completant de tal manera la seva capacitat.

En Dret romà s'entén per auctoritas una certa legitimació socialment reconeguda, que procedeix d'un saber i que s'atorga a una sèrie de ciutadans. Ostenta la  auctoritas aquella personalitat o institució, que té capacitat moral per emetre una opinió qualificada sobre una decisió. Tot i que aquesta decisió no és vinculant legalment, ni pot ser imposada, té un valor d'índole moral molt fort. El terme en realitat no és traduïble, i la paraula catalana "autoritat" no recull el significat complet de la paraula llatina.
El concepte es contraposa al de potestas o poder socialment reconegut.

## Auctoritas Patrum al Senat romà
La font d'auctoritas va ser principalment el Senat romà allà anomenada com Auctoritas Patrum exercint sobre deliberacions i decisions comicials, sense la qual aquestes no arribaven a un valor legal.
En aquest sentit, la llei Publialia Plutoms (339 aC) va transformar en previ el requisit de la Auctorictas. En aquests casos, el Senat considerava la proposta del magistrat abans que els Comicis.
En el 237 aC amb la lex Hortensia, s'eximeix als plebiscits de l'exigència de la Auctoritas Patrum. Això significa l'inici de la desaparició d'aquest institut.
Malgrat el que s'ha esmentat una sèrie de personalitats importants també tenien la Auctoritas quan no ocupaven càrrecs de magistratures amb potestas. Però durant el  Baix Imperi l'auctoritas derivava directament del mateix emperador.
En definitiva, la Auctoritas Patrum, políticament, es va traduir en el poder del Senat per controlar l'adequat equilibri de les decisions dels Comicis amb relació als interessos de la Civitas.
Auctoritas a la'Edat Mitjana
A l'edat mitjana, el terme auctoritas s'adapta i recull un nou significat. Segons les gramàtiques medievals, la auctorita deriva d'auctor i aquest està relacionat amb els verbs ageres, que significa "representar", i augere, definit com a augmentar; a més a més, també està relacionat amb auieo ("relacionar") i la paraula grega autentim ("autoritat"). Amb la suma de les etimologies d’aquesta paraula, podem arribar a una definició força precisa de la paraula. Auctoritas es a la literatura medieval una tècnica argumentativa on els escriptors medievals recorren a la designació de textos clàssics per donar veracitat i afegir valor al text.
Per entendre aquesta pràctica literària cal entendre l’home medieval, el sentit de l’originalitat a l'edat mitjana com Umberto Eco esmenta en “l’art i la bellesa en l'estètica medieval” s'entenia com un pecat d’orgull i la innovació no era explícita, sinó tot el contrari: estava amagat entre la repetició. L’home medieval no va escriure amb el propòsit del reconeixement personal o l'expressió artística, sinó amb una funcionalitat, la transmissió del coneixement. Per tant, l’important era l’autenticitat del text i no la creativitat o la variació, quan més fiable era el text més valor tenia: 
"En molts escrits medievals, la paraula Auctoritas apareixia vinculada a la paraula "autenticus" que actuava que un garant, de garantia de l'autoritat." D'altra banda, la religiositat del temps coincideix amb aquesta praxi literària, ja que la majoria de la les citacions eren de naturalesa religiosa: "El més important perquè un text es considerés autèntic en l'època medieval va ser la seva coincidència amb els postulats de la Bíblia, perquè l'única veritat autèntica era la veritat cristiana." 
Juntament amb el concepte de Auctoritas, va aparèixer el de Auctor, que Elisa Borsari defineix de la manera següent: 
«[…] van designar aquells escriptors citats - moltes vegades com a argument - com a font d'autoritat, de veritat i interpretació autèntica de les Escriptures i la tradició de l'Església. En la majoria dels casos, produir un text significava reproduir una Auctoritas, cosa que podria conduir a l’Antic o al Nou Testament, als pares de l'església o als escriptors clàssics: àrabs, grecs i llatins.
Per tant, l'Auctor no era el que recollia les cites, que la major part del temps era un personatge anònim, sinó l'esmentat. Un cop més, s'observa que l'ego està molt separat de la literatura a l'edat mitjana. En resum, el terme Auctoritas de l'edat mitjana inclou un nou significat respecte al romà i és una característica generalitzada de la literatura d’aquest període, en què la veracitat està per sobre de l’originalitat i la transmissió per sobre de l'expressió artística.

## Relació amb el Nazisme
El Filòsof Giorgio Agamben suggereix una relació entre el concepte romà auctoritas i la base teòrica /ideològica de la doctrina Führerprinzip del nazisme. Agamben compara auctoritas amb el Führer (que encarna el nomos empsuchon o "dret viu") en la seva relació amb l'observança dels gramma (llei escrita).